# Luzino (gmina)
Pour les articles homonymes, voir Luzino.
La gmina de Luzino est une commune rurale de la voïvodie de Poméranie et du powiat de Wejherowo. Elle s'étend sur 111,94 km² et comptait 12.880 habitants en 2006. Son siège est le village de Luzino qui se situe à environ 11 kilomètres au sud-ouest de Wejherowo et à 41 kilomètres au nord-ouest de Gdansk, la capitale régionale.

## Villages
La gmina de Luzino comprend les villages et localités de Barłomino, Bożejewo, Charwatynia, Dąbrówka, Dąbrówka-Młyn, Kębłowo, Kębłowska Tama, Kębłowski Młyn, Kochanowo, Ludwikówko, Luzino, Milwino, Milwińska Huta, Nowe Kębłowo, Robakowo, Rzepecka, Sychowo, Tępcz, Wyszecino, Wyszecka Huta, Zelewo et Zielnowo.

## Gminy voisines
La gmina de Luzino est voisine des gminy de Gniewino, Łęczyce, Linia, Szemud et Wejherowo.